# São João da Madeira
São João da Madeira – miejscowość w Portugalii, leżąca w dystrykcie Aveiro, w regionie Północ w podregionie Entre Douro e Vouga. Miejscowość jest siedzibą gminy o tej samej nazwie.

## Demografia
| Liczba ludności gminy São João da Madeira (1930–2011) | Liczba ludności gminy São João da Madeira (1930–2011) | Liczba ludności gminy São João da Madeira (1930–2011) | Liczba ludności gminy São João da Madeira (1930–2011) | Liczba ludności gminy São João da Madeira (1930–2011) | Liczba ludności gminy São João da Madeira (1930–2011) | Liczba ludności gminy São João da Madeira (1930–2011) |
| ----------------------------------------------------- | ----------------------------------------------------- | ----------------------------------------------------- | ----------------------------------------------------- | ----------------------------------------------------- | ----------------------------------------------------- | ----------------------------------------------------- |
| 1930                                                  | 1960                                                  | 1981                                                  | 1991                                                  | 2001                                                  | 2004                                                  | 2011                                                  |
| 5481                                                  | 11 921                                                | 16 444                                                | 18 452                                                | 21 102                                                | 21 538                                                | 21 713                                                |